# Mirabilite
La mirabilite (simbolo IMA: Mrb), nota anche come sale di Glauber naturale (oppure anche come sale di Glauber nativo nella letteratura più antica), è un minerale piuttosto raro della classe dei "solfati (e simili)". La sua composizione chimica è Na2[SO4] • 10H2O, quindi chimicamente è un solfato di sodio decaidrato.

## Etimologia e storia
Il nome mirabilite risale al nome latino sal mirabilis ('sale stupefacente'). Johann Rudolph Glauber (1604-1670) scelse questo nome quando scoprì un sale sconosciuto con un effetto lassativo nel 1626 mentre analizzava l'acqua minerale. Nel 1658 fu anche in grado di produrre artificialmente il sale facendo reagire il sale da cucina con l'acido solforico. Dopo la scoperta del solfato di sodio naturale, Wilhelm Karl Ritter von Haidinger nel 1845 chiamò il nuovo minerale "mirabilite" dal il vecchio nome latino.

## Classificazione
Nell'obsoleta 8ª edizione della sistematica dei minerali secondo Strunz, la mirabilite apparteneva alla classe dei minerali di "solfati, cromati, molibdati, tungstati" (compresi selenati e tellurati) e lì alla sottoclasse "Solfati acquosi, senza anioni estranei", dove insieme a syngenite e koktaite, lecontite e matteuccite formava il "gruppo della mirabilite-syngenite" con il sistema nº VI/C.15.
Nella Sistematica dei lapis (Lapis-Systematik) di Stefan Weiß, che è stata rivista e aggiornata l'ultima volta nel 2018 e che si basa ancora su questa vecchia edizione di Strunz per rispetto verso i collezionisti privati e le collezioni istituzionali, al minerale è stato assegnato il sistema e il minerale nº VI/C.21-80. In questa Sistematica ciò corrisponde anche al dipartimento "Solfati acquosi, senza anioni estranei", dove la mirabilite insieme a eugsterite, idroglauberite, koktaite, lecontite, matteuccite, omongwaite, syngenite e wattevilleite forma un gruppo indipendente, ma senza nome.
La 9ª edizione della sistematica minerale di Strunz, valida dal 2001 e aggiornata l'ultima volta dall'Associazione Mineralogica Internazionale (IMA) nel 2024, classifica la mirabilite nella categoria "7.C Solfati (selenati, etc.) senza anioni aggiuntivi, con H2O". Tuttavia, questa è ulteriormente suddivisa in base alla dimensione relativa dei cationi coinvolti, in modo che il minerale possa essere trovato nella suddivisione "7.CD Con soltanto cationi di grande dimensione" in base alla sua composizione, dove è l'unico membro del gruppo senza nome 7.CD.10.
Anche la classificazione dei minerali secondo Dana, che viene utilizzata principalmente nel mondo anglosassone, classifica la mirabilite nella classe dei "solfati, cromati e molibdati" e lì nella sottoclasse degli "acidi idrati e solfati". Qui può essere trovato come l'unico membro del gruppo senza nome 29.02.02 all'interno della suddivisione di "(A+)2XO4 • x(H2O)".

## Abito cristallino
La mirabilite cristallizza nel sistema monoclino nel gruppo spaziale P21/c (gruppo nº 14) con i parametri di reticolo a = 10,51 Å, b = 10,37 Å, c = 12,85 Å e β = 107,8° così come quattro unità di formula per cella unitaria.

## Proprietà
La mirabilite non è solo sensibile alla disidratazione, ma è anche facilmente solubile in acqua e può dissolversi nella propria acqua cristallina; pure se l'umidità è troppo alta, i cristalli si dissolvono in tempi relativamente brevi. I campioni minerali devono quindi essere sempre conservati in contenitori completamente asciutti ed ermetici.
La mirabilite inizialmente dà una sensazione di freddo sulla lingua, ma poi ha un sapore da salato a amaro. Davanti al cannello a soffiatura appare una colorazione gialla a fiamma, che è un'indicazione del contenuto di sodio e si decompone in polvere bianca.

## Origine e giacitura
La mirabilite si forma nelle evaporiti in condizioni aride. Lì cristallizza da soluzioni di solfato di sodio soprasature, come quelle che si trovano nelle sorgenti saline o nelle saline. Oltre alla thénardite, i minerali di accompagnamento includono aftitalite, blodite, epsomite, gesso, glauberite, halite e trona.
Essendo una formazione minerale piuttosto rara, la mirabilite può essere abbondante in varie località, ma nel complesso non è molto comune. A partire dal 2013, circa 180 siti sono considerati noti.
In Germania, il minerale è stato trovato vicino a Heringen e Philippsthal nella valle del Werra dell'Assia; nei pressi di Hänigsen, Wathlingen e sul Lüneburg Kalkberg in Bassa Sassonia; nei pressi di Friedland nel Meclemburgo-Pomerania Anteriore; nella cava di gesso "Mathias" vicino a Rammelfangen nel Saarland e nella cava "Willi Agatz" vicino a Dresda in Sassonia.
In Austria, la mirabilite è stata trovata principalmente nel Salisburghese, dove è stata rilevata in diverse miniere di gesso e sale o nelle sorgenti termali. Inoltre, il minerale è stato trovato anche sul Pfennigbach vicino a Puchberg am Schneeberg in Bassa Austria, nelle miniere di sale di Altaussee (in Stiria) e Hall in Tirol, nonché in Alta Austria sul Bad Ischler Salzberg, vicino a Hallstatt e nell'Alpe di Hintersteiner vicino a Spital am Pyhrn in Alta Austria.
In Svizzera, la mirabilite è stata finora trovata nella miniera di gesso vicino a Birmenstorf nel Canton Argovia, a Martigny nel Canton Vallese, nella miniera di sale di Bex nel Canton Vaud e nella miniera di Käpfnach nel Canton Zurigo. Giacimenti di mirabilite sono stati rinvenuti anche nella grotta di Faustloch nell'Oberland Bernese e nella grotta di Réseau des Morteys vicino a Charmey nel Canton Friburgo.
Tra i siti più noti per la mirabilite ci sono la grotta di Tăușoare in Romania e il Parco Nazionale della Valle della Morte nello stato americano della California. Altre sedi sono in Egitto, Antartide, Argentina, Australia, Bolivia, Cile, Cina, Inghilterra, Francia, Italia, Giappone, Canada, Madagascar, Messico, Paesi Bassi, Norvegia, Polonia, Russia, Slovacchia, Spagna, Tagikistan, Repubblica Ceca, Turchia, Turkmenistan, Ucraina, Ungheria e altri stati degli Stati Uniti.

## Forma in cui si presenta in natura
La mirabilite di solito sviluppa cristalli prismatici corti e lunghi fino a circa 10 cm di lunghezza, ma anche aggregati minerali a forma di blocco, granulari o massicci e rivestimenti crostosi. I campioni freschi sono inizialmente incolori e trasparenti, le superfici mostrano una lucentezza del vetro. Nell'aria secca, tuttavia, la mirabilite si disidrata molto rapidamente, cioè perde la sua acqua cristallina e si secca, trasformandosi in thénardite e diventando di un bianco opaco. A causa di mescolanze estranee, la mirabilite può anche assumere un colore da bianco-giallastro a bianco-verdastro.
Con una durezza Mohs compresa tra 1,5 e 2,5, la mirabilite è uno dei minerali morbidi che possono essere graffiati con un'unghia, simile al gesso, minerale di riferimento (durezza 2).